# Helenio Herrera Gavilán
Helenio Herrera Gavilán   (Buenos Aires, 10 d'abril de 1910 - Venècia, 9 de novembre de 1997) va ser un futbolista i entrenador de futbol franco-argentí. Com a defensa va seguir una modesta trajectòria a diferents clubs francesos, però com a entrenador va ser un dels més destacats del món a les dècades dels 50, 60 i 70.

## Biografia
Fill d'immigrants espanyols, va començar a jugar al futbol a les categories inferiors de Boca Juniors. Junt amb la seva família va emigrar a Casablanca, llavors sota sobirania francesa, i va jugar al Roches Noires i al Racing de Casablanca. Amb la nacionalitat francesa va viatjar a França per jugar a diversos clubs com l'Stade Français i el Red Star, i fins i tot va arribar a jugar dos partits amb la selecció francesa.
El 1944 va començar a dirigir el Puteaux CSM com a jugador-entrenador, i va fitxar l'any següent per l'Stade Français. Al conjunt de París va començar a fer-se famós per Europa, i llavors va passar a dirigir els conjunts espanyols del Real Valladolid, l'Atlètic de Madrid, el CD Málaga, el Deportivo de La Coruña, el Sevilla FC i després d'un breu pas pel CF Os Belenenses, va dirigir el FC Barcelona, amb el qual va aconseguir trencar l'hegemonia del Madrid de Di Stéfano i guanyar dos títols de Lliga.
El 1960 va deixar Barcelona per fitxar per l'Inter de Milà. Allà va formar un dels millors equips del món durant els anys 60, amb el qual va guanyar dues Copes d'Europa, dues Copes Intercontinentals, tres lligues italianes i una Copa d'Itàlia. En aquell conjunt hi destacaven jugadors com Luis Suárez i Sandro Mazzola.
Herrera va dirigir simultàniament el conjunt italià i la selecció espanyola, amb la qual disputà la Copa del Món de Xile 1962.
Després d'entrenar l'AS Roma i el Rimini Calcio va deixar els terrenys de joc, on només va tornar durant dos breus períodes entre els anys 1980 i 1981 per a dirigir de nou el FC Barcelona.
Va impartir cursos d'entrenadors sota la direcció de la FIFA a Venècia, on es va instal·lar. Va morir el 9 de novembre de 1997 en aquesta ciutat de l'Adriàtic.

## Títols com a entrenador
- 2 Lligues espanyoles amb l'Atlètic de Madrid (1950 i 1951)
- 2 Lligues espanyoles amb el FC Barcelona (1959 i 1960)
- 2 Copes d'Espanya amb el FC Barcelona (1959 i 1981)
- 1 Copa de Fires amb el FC Barcelona (1958)
- 3 Lligues italianes amb l'Inter de Milà (1963, 1965 i 1966)
- 2 Copes d'Europa amb l'Inter de Milà (1964 i 1965)
- 2 Copes Intercontinentals amb l'Inter de Milà (1964 i 1965)
- 1 Copa d'Itàlia amb l'AS Roma (1969)